# 松井源吾
松井 源吾（まつい げんご、1920年6月3日 - 1996年1月11日）は、日本の構造家。早稲田大学建築学科で長く教鞭をとりながら、菊竹清訓や黒川紀章など著名な建築家と数多くの建築を生み出してきた構造設計者の一人である。学外では、構造設計事務所ORS事務所を創設し、設計活動を展開した。また、現場打ち中空ボイドスラブ工法など、研究開発した工法も多数。早稲田大学退官後は、構造設計の賞として松井源吾賞を創設。構造エンジニア、構造設計者らの育成と地位の向上にも力を注いでいた。 
代表作に、菊竹清訓や黒川紀章など一連の建築作品における構造設計、早稲田大学理工学部51号館（1967年）、中銀カプセルタワービル（1972年）、BIGBOX高田馬場（1973年）、世田谷美術館（1985年）、坂茂の紙の家（1995年）の構造設計など多数。工学博士。新潟県佐渡島出身。

## 略歴
1943年 早稲田大学第一理工学部建築学科卒業。1948年 早稲田大学大学院博士課程修了　同大学専任講師。1952年 助教授。1956年 教授。1968年 日本建築学会賞（作品）受賞。1991年 名誉教授。 1993年 日本建築学会賞（業績）受賞。

## 著書
- 鉄筋コンクリート構造入門、 鹿島出版会
- 建築構造力学入門、彰国社、1973年
- 中空スラブ設計要覧、 鹿島出版会、1995年
- 中空スラブの計画と設計、鹿島出版会、1988年
- 中空スラブの設計、彰国社、1974年
- 木造の継手と仕口、住吉寅七と、鹿島出版会　1989年
- フラットスラブ構造のデザイン、鹿島出版会、1987年
- 構造計画 建築選書、明現社、1974年
- 建築構造計画入門、彰国社、1969年
- 見える力学 ― 力と縞、鹿島出版会、1986年
- 木造の構造設計、鹿島出版会、1988年
- スラブのはなし ― 床構造入門、 建築技術社、1989年

## 参考
- ケンプラッツ 松井 源吾
- ORSOffice